# Затаєний Місяць
Zatajony Місяць (Domaradzki, Місяць Zatajony) – шляхетський герб польського походження.

## Опис герба
Опис з використанням принципів бланзування: у зеленому полі срібна підкова, в якій золотий півмісяць. Клейнод - невідомий.
У XVI столітті, з якого походять перші згадки про герб, не згадано ні колір, ні ім'я. Реконструкція цих елементів відбувається від Тадеуша Ґайла, який використав для бланзування народні казки К. Насецького (ім'я Домарадські) і Чражанського (колір, назва, Місяць Затаєний).
За словами Юліуша Кароля Островського, описаний тут герб - це різновид герба Місяць Затаєний (Домарадські). Правильний герб Місяць Затаєний мусить мати, за його словами, блакитне поле, зірка над півмісяцем і три пера страуса в клейноді. Тут ми приймаємо визначення Тадеуша Ґайла, який герб з блакитним полем називається Затаєний Місяць II (Долібовські). Також Йосип Широков схиляється до думки, що герб з самим півмісяцем, це правильний герб Затаєний Місяць (автор не прийняв, однак реконструкції кольорів герба).

## Найбільш ранні згадки
Безбарвне зображення герба з'являється вперше в Царює Бартоша Папроцького (1575). Назву герба передає тільки Orbis Poloni Шимона Окольського і герби Каспера Насєцького (тут, як і Домаровські). Кольори цього герба з'являються тільки у Таблицях видів гербових Чржанського.

### Легенда herbowa
Каспер Несецький наводить легенду обов'язкове початок герба Затаєний Місяць з герба Яструбець:
(...) ztąd nabyty że Jastrzębczyk ktoryś, coś znacznego, uczynił, gdy księżyc na nowiu świecił.

## Власники
Герб був гербом власним роду Домарадських.

## В культурі
Популярним, як герб, пана Снітки з Пана Володиєвського Генрика Сенкевича, хоча за словами Наленча-Малаховського Снітовські використовували змінний герб Тадеуша Гайля Затаєний Місяць II, а Сніткам належать за Ґайлем тільки герб Сухекомнати.

## Зовнішні посилання
- Herb Domaradzki z listą nazwisk [Архівовано 10 березня 2016 у Wayback Machine.] w elektronicznej wersji Herbarza polskiego Tadeusza Gajla
- Herb Zatajony Miesiąc z listą nazwisk [Архівовано 8 травня 2016 у Wayback Machine.] w elektronicznej wersji Herbarza polskiego Tadeusza Gajla